# 百匹目の猿現象

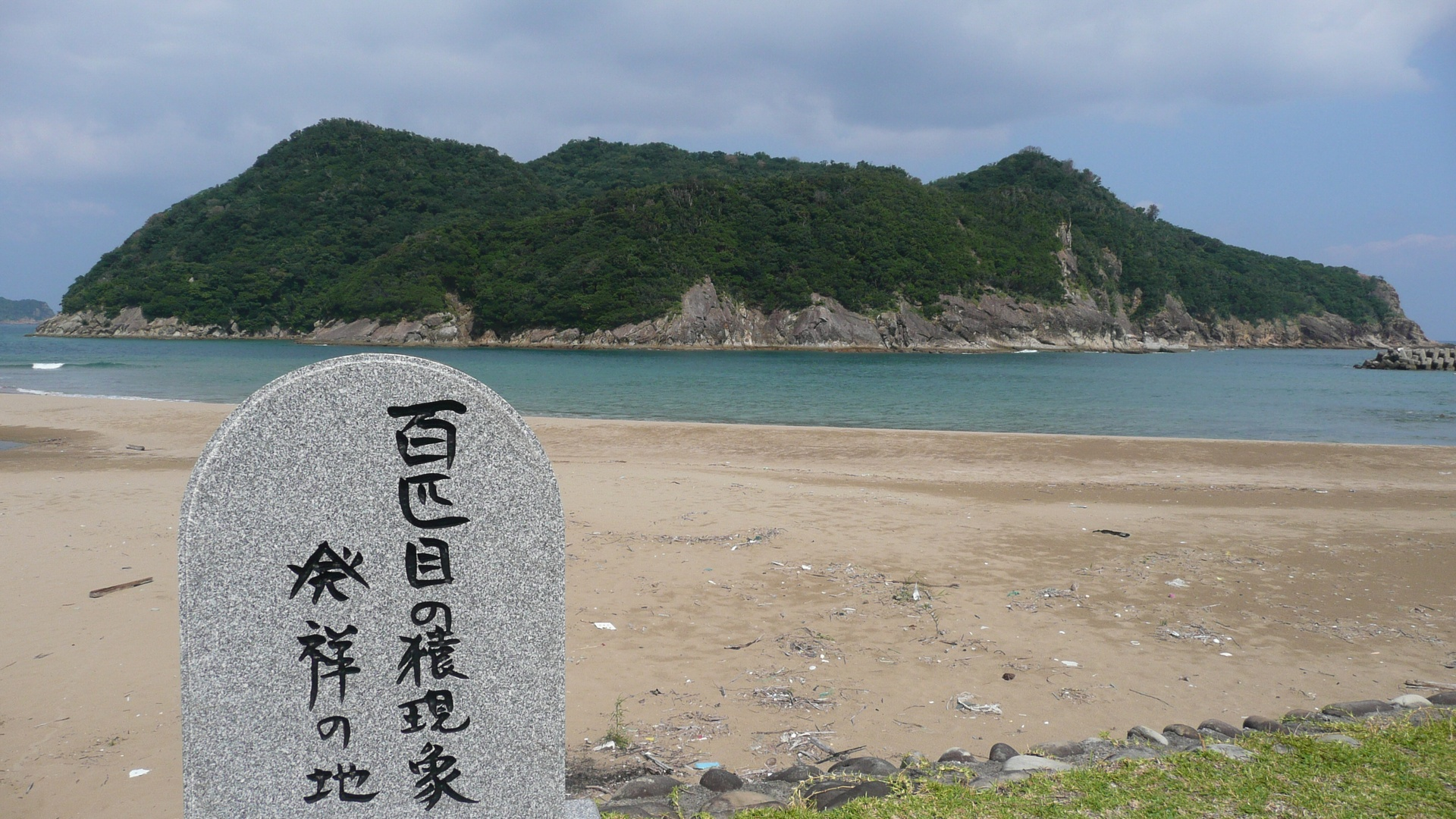
幸島を望む石波海岸に2004年に建てられた「百匹目の猿現象発祥の地」の石碑。なお、同碑は2013年度に幸島の対岸にある標高44 mのフィールドミュージアム幸島公園に移設された。

百匹目の猿現象（ひゃっぴきめのさるげんしょう、英: Hundredth Monkey Effect, Hundredth Monkey Phenomenon）とは、生物学の現象と称して生物学者のライアル・ワトソンが創作した作り話である。
宮崎県串間市の幸島に棲息するニホンザルの一頭がイモを洗って食べる事を覚え、同行動を取る猿の数が閾値（ワトソンは仮に100匹としている）を超えたときその行動が群れ全体に広がり、さらに場所を隔てた大分県高崎山の猿の群れでも突然この行動が見られるようになったという筋書きであり、このように「ある行動、考えなどが、ある一定数を超えると、これが接触のない同類の仲間にも伝播する」という超常現象の実例とされていた。ニューエイジの「意識進化」の信念の実例として引き合いに出されることが多い。
なお、幸島においてイモを洗って食べるサルがいるのは事実である（大分県の高崎山にはイモを洗うサルはいない）。

## 作り話の起源
ローレンス・ブレア（英: Lawrence Blair）の1976年の著書『Rhythms of Vision: The Changing Patterns of Belief』（邦題：『超|自然学』）の序文を書いたライアル・ワトソンが、日本で起こった話として記したものが初出とされる。ワトソンの1979年の著書『Lifetide』（邦題：『生命潮流』）では、幸島で実際に起きた猿の芋洗い行動を河合雅雄らの論文を出典として紹介すると共に、幸島ではこの後に異常が起きていたとして、「個人的な逸話」や「霊長類研究者の間に伝わる伝承」を元に詳細を即興で創作したとして現象の詳細が記された。1982年には、この現象を核兵器廃絶運動に用いるべくケン・キース・ジュニア(en:Ken Keyes Jr.、1921年-1995年)が『The Hundredth Monkey』（邦題：『百番目のサル』）の題で出版した。『百番目のサル』では、詳細が記されているとしてワトソンの『生命潮流』を挙げていながらも、この現象を創作ではなく事実であるとしている。

## 検証
しかし、ロン・アマンドソン (英: Ron Amundson) が調べたところ、ワトソンが芋洗い行動に関する出典として挙げていた河合雅雄の論文からも、ワトソンが述べた様な急激な伝播自体が幸島では実際には起きていない事が判明した。この調査結果は『Skeptical Inquirer』1985年夏号で発表された。これに対しワトソンは「Whole Earth Review」1986年秋号にてアマンドソンに返答し、この現象は実在するとしながらも、幸島で起きていない事は認めたという。
後にMarkus Pösselが河合にも確認したところ、ワトソンが主張する様な現象も伝承も見聞きしておらず、そもそも幸島内でも芋洗い行動は他の群れにまで広まっていないとの事だった（発表の1996年時点）。河合は、つなぶちようじとのインタビューで「あれはライアル・ワトソンの作り話。そんな話は聞いたことがなかった。」と明確に否定している。ワトソンは現象の論拠として川村俊蔵の論文を唯一挙げていたが、そこにもワトソンの主張を裏付ける記録は無かった。

## 日本における拡がり
日本でもこの話が虚構である事は1990年の「別冊宝島」などで既に指摘されていたが、1996年に船井幸雄の『百匹目の猿―「思い」が世界を変える』にてシェルドレイクの仮説の実例としてワトソンの『生命潮流』からこの話が紹介され、船井の支持者らニューエイジ関係に広まった。船井によると、この現象は1994年に科学界で認められたというが、具体的な説明は無く、そもそも1995年の「科学朝日」でも否定されている。また猿の行動に関して今西錦司著『人類の誕生 世界の歴史1』（河出書房、1968年）に詳細が書かれているとしているが、そこにも船井やワトソンの主張を裏付ける記述は無い。
2016年9月にハフィントンポスト日本語版において、この現象があたかも事実であるように記述されたことがある。